# Red Dead Revolver
Red Dead Revolver je akční adventura z roku 2004 vyvinutá společností Rockstar San Diego a vydaná společností Rockstar Games. Jedná se o první díl série Red Dead, který byl vydán pro PlayStation 2 a Xbox v květnu 2004.

## Synopse
Příběh pro jednoho hráče se odehrává v 80. letech 19. století na americkém divokém západě a sleduje pátrání lovce odměn Reda Harlowa po pomstě za vraždu jeho rodičů. 

## Vývoj a vydání
Angel Studios začalo pracovat na hře Red Dead Revolver s finanční podporou společnosti Capcom v roce 2000. Během vývoje byla společnost Angel Studios převzata a přejmenována společností Rockstar Games na Rockstar San Diego. Poté, co Yoshiki Okamoto v roce 2003 opustil Capcom, byla hra Red Dead Revolver zrušena, až do chvíle, kdy společnost Rockstar Games získala práva na hru a ještě téhož roku ji oživila.
Videohra byla vydána pro PlayStation 2 a Xbox v květnu 2004. Hra získala smíšené recenze od kritiků a prodávala se poměrně dobře. Nástupce, Red Dead Redemption, byl vydán v květnu 2010 a třetí hra, Red Dead Redemption 2, byla vydána v říjnu 2018. Obě hry byly kritiky velmi dobře přijaty.